# Domínio de topo patrocinado
O domínio de topo patrocinado (sigla: sTLD, do inglês sponsored top-level domain) é uma das categorias dos domínios de topo (TLD) mantida pela IANA (Autoridade para Atribuição de Números na Internet) para uso no DNS (Sistema de Nomes de Domínios da Internet).
A IANA atualmente distingue os seguintes grupos de domínios de topo:
- domínio de topo de código de país (country-code top-level domains ou ccTLD)
- domínios de topo genéricos (generic top-level domains ou gTLD)
  - domínios de topo patrocinados (sponsored top-level domains ou sTLD)
  - domínios de topo não patrocinados (unsponsored top-level domains)
- domínios de topo de infraestruturas (infrastructure top-level domain)

Um domínio de topo patrocinado (sTDL) é um domínio de topo especializado que tem um patrocinador, representando uma comunidade específica servida pelo domínio. As comunidades envolvidas são baseadas em conceitos étnicos, geográficos, profissionais, técnicos ou outros temas propostos por agências privadas ou organizações que estabelece e faz cumprir as regras que restringem a elegibilidade dos registados para usar o domínio de topo. Por exemplo, o domínio de topo .aero é patrocinado pela SITA, o que limita os registos a membros da indústria de transporte aéreo.
| TLD     | Elegibilidade                                                                                                   | Patrocinadores                                         |
| ------- | --- | ------------------------------------------------------ |
| .aero   | Membros da indústria de transporte aéreo                                                                        | SITA                                                   |
| .art    | Artistas, negócios relacionados a arte e organizações                                                           | UK Creative Ideas Limited                              |
| .asia   | Companhias, organizações e indivíduos na região Ásia-Pacífico                                                   | Organização DotAsia                                    |
| .cat    | Comunidade cultural e linguística catalã                                                                        | Fundação puntCat                                       |
| .coop   | Associações cooperativas                                                                                        | DotCooperation LLC                                     |
| .edu    | Instituições de ensino superior credenciadas por um organismo reconhecido pelo Departamento de Educação dos EUA | EDUCAUSE                                               |
| .gov    | Governo dos Estados Unidos                                                                                      | Administração de Serviços Gerais                       |
| .int    | Organizações estabelecidas por tratados intergovernamentais                                                     | IANA                                                   |
| .jobs   | Gerentes de recursos humanos                                                                                    | Sociedade para Gestão de Recursos Humanos              |
| .mil    | Forças Armadas dos Estados Unidos                                                                               | DoD Network Information Center                         |
| .mobi   | Prestadores e consumidores de produtos e serviços móveis                                                        | dotMobi                                                |
| .museum | Museus | Associação de Gestão do Domínio Museum                 |
| .tel    | Para as empresas e os indivíduos publicar os dados de contacto                                                  | Telnic Ltd.                                            |
| .travel | Agentes de viagem, linhas aéreas, hoteleiros, postos de turismo, etc.                                           | Corporação Tralliance                                  |
| .xxx    | Sites de entretenimento para adultos                                                                            | Fundação Internacional para a Responsabilidade On-line |